# Phaenops vandykei
Phaenops vandykei är en skalbaggsart som först beskrevs av Jan Obenberger 1944.  Phaenops vandykei ingår i släktet Phaenops och familjen praktbaggar. Inga underarter finns listade i Catalogue of Life.